# 홀리 선스

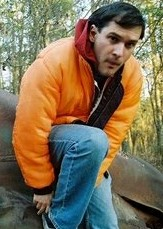
2011년 경 에이머스의 모습

홀리 선스(Holy Sons)는 미국의 송라이터이자 드러머인 에밀 에이머스(Emil Amos)의 솔로 밴드이다. LA 위클리의 크리스 마틴스가 많은 장르가 혼합되었다고 이야기한 에이머스는 많은 음반을 발표하고 다작 작곡가로 유명하다. 스파이크 매거진의 기사에 따르면 에이머스는 천여 곡의 노래를 썼다. 에이머스는 그레일스, 옴, 라일락스 & 챰페인 등 다른 그룹의 악기 연주자이기도 하다.
에이머스는 자신의 음악의 사명을 "개인적인 현실을 직시하는 것"이라고 설명했다. 가디언은 에이머스를 다작의 작곡가이자 "훌륭한 목소리"를 가졌다고 묘사했고, 포틀랜드 트리뷴의 평론가 롭 컬리번은 홀리 선스의 음반 《Survivalist Tales》를 "1900년대 초반 야생 탐험가들의 이야기를 판 단편 소살에 대한 찬가"라고 묘사했으며, 음악을 "이상한 노래 구조"를 지닌 "음향의 방황"이라고 표현했다. 포틀랜드 머큐리는 에이머스의 음악을 "어둡고 나른한 사이키델리아"라고 표현했고, 에이머스가 지난 몇 년 동안 라이브 공연을 거의 하지 않은 것에 대해 "습관적으로 지하에 머물러 있다"라고 설명했다.

## 생애
에이머스는 1980년대와 1990년대 초반 로파이 홈 레코딩 무브먼트 사이에서 태어났다. 16살부터는 매일 마약을 하였고, 수년 동안 마약을 끊지 않았다.

## 디스코그래피
| 연도 | 음반 정보                                                                                       |
| ---- | ----------------------------------------------------------------------------------------------- |
| 2000 | The Lost Decade - 발매: 2000년 1월 - 음반사: Pamlico Sound                                      |
| 2002 | Staying True to the Ascetic Roots - 발매: 2002년 5월 - 음반사: Pamlico Sound                    |
| 2002 | Enter the Uninhabitable - 발매: 2002년 10월 - 음반사: Red 76                                    |
| 2003 | I Want to Live a Peaceful Life - 발매: 2003년 7월 - 음반사: FILMguerrero                        |
| 2005 | Decline of the West - 발매: 2005년 12월 - 음반사: Partisan Records                              |
| 2009 | Drifter's Sympathy - 발매: 2009년 4월 - 음반사: Important Records                               |
| 2009 | Criminal's Return - 발매: 2009년 10월 - 음반사: Important Records                               |
| 2010 | Survivalist Tales! - 발매: 2010년 10월 - 음반사: Partisan Records                               |
| 2013 | My Only Warm Coals - 발매: 2013년 4월 - 음반사: Important Records                               |
| 2014 | Lost Decade II - 발매: 2014년 4월 - 음반사: Chrome Peeler                                       |
| 2014 | The Fact Facer - 발매: 2014년 9월 - 음반사: Thrill Jockey                                       |
| 2015 | Fall of Man - 발매: 2015년 8월 - 음반사: Thrill Jockey                                          |
| 2015 | Decline of the West Vol. I & II (deluxe reissue) - 발매: 2015년 12월 - 음반사: Partisan Records |
| 2016 | In the Garden - 발매: 2016년 10월 - 음반사: Partisan Records                                    |
| 2017 | Filmmusik - 발매: 2017년 6월 (에밀 에이머스 명의) - 음반사: Pelagic                             |
| 2018 | Lost Decade III - 발매: 2018년 4월 - 음반사: XRAY Records                                       |
| 2020 | Raw and Disfigured - 발매: 2020년 10월 - 음반사: Thrill Jockey                                  |
| 2023 | Zone Black - 발매: 2023년 8월 (에밀 에이머스 명의) - 음반사: 드래그 시티                        |
| 2024 | Dread - 발매: 2024년 6월 - 음반사: Drifter's Sympathy                                           |